# Batuhan Gözgeç
Batuhan Gözgeç (* 20. Dezember 1990 in der Usbekischen SSR, Sowjetunion als Botirjon „Batyr“ Abdullajewitsch Achmedow) ist ein ukrainischer Profiboxer.
Als Amateur boxte er für die Türkei und war Teilnehmer der Olympischen Sommerspiele 2016 in Rio de Janeiro, wo er einen fünften Platz im Halbweltergewicht erreichte.

## Amateurkarriere
Botirjon Achmedow wanderte in die Türkei aus, wurde türkischer Staatsbürger, änderte seinen Namen in Batuhan Gözgeç und lebte in Kadıköy. Er gehörte dem Club Fenerbahçe SK an und wurde 2014 sowie 2015 Türkischer Meister. Im Mai 2015 gewann er mit vier Siegen das Liwentsew Tournament in Minsk und schlug dabei unter anderem Abylaichan Schüssipow und Yauheni Dauhaljawez.
Im April 2016 nahm er an der Olympiaqualifikation in Samsun teil, besiegte Hadi Srour, Wiktor Petrow und Hassan Amzile, unterlag im Halbfinale gegen Collazo Sotomayor, siegte jedoch beim Kampf um Platz 3 gegen Howhannes Batschkow und qualifizierte sich damit für die Olympischen Sommerspiele 2016 in Rio de Janeiro. Bei Olympia gewann er gegen Babou Smaila und Joedison Teixeira, ehe er im Viertelfinale gegen Artem Harutiunian ausschied.

## Profikarriere
Gözgeç setzte sich 2017 aus einem Trainingslager in Kastamonu ab, begann als Profi in Russland, wurde später US-Bürger und zog nach Los Angeles. Aktuell boxt er unter ukrainischer Flagge.
Nach nur sieben Siegen in Folge konnte er am 28. September 2019 in Los Angeles um den WBA-Weltmeistertitel im Halbweltergewicht boxen, verlor jedoch einstimmig gegen Mario Barrios.
Nach zwei folgenden Siegen konnte er am 20. August 2022 in Hollywood erneut um den WBA-WM-Titel im Halbweltergewicht boxen, verlor jedoch durch geteilte Punktentscheidung gegen Alberto Puello.